# Menexeno
Menéxeno  (Μενέξενоς) es un diálogo escrito por Platón alrededor del año 387 a. C. Está situado entre los textos de transición del pensador y ha sido tradicionalmente incluido en la séptima tetralogía. Dada su corta extensión, su particular estilo y sus inciertos motivos, es considerado como uno de los más enigmáticos de toda su obra.
El diálogo presenta la forma de un epitafio o discurso fúnebre convencional, enmarcado por dos partes dialogadas que sirven de prólogo y epílogo. Tanto la inusual composición de la obra como lo poco común de sus motivos la convierten en un hito muy particular y único dentro del canon platónico.
En el discurso pronunciado se tratan diversos temas, que van desde la glorificación de Atenas hasta el elogio de los muertos en combate, el cuidado de los huérfanos, el honor, etc.

## Autenticidad
Debido a su inusual extrañeza, varios autores del siglo XIX, especialmente los de la corriente hipercrítica alemana, negaron la autenticidad de esta obra. Sin embargo, hoy en día casi todos los estudiosos y filólogos la aceptan como genuina, considerando decisivas dos referencias a 235d que hace a ella Aristóteles. Ambas están en la Retórica, en 1367b8 y 1415b30.
La obra está incluida en el canon de Trácilo y si bien las menciones a esta obra en la antigüedad no son muy abundantes, los testimonios de los escritores antiguos no dejan lugar a dudas, tomándola como auténtica de forma unánime.

## Fecha de composición
Como en todos los diálogos platónicos, los datos que se poseen sobre la datación son muy pocos y difusos; sin embargo, el Menéxeno goza de una situación privilegiada, pues Sócrates menciona en su discurso el hecho histórico de la paz de Antálcidas, una tratado de paz impuesto por Persia a Atenas y Esparta en el año 378 a. C. que puso fin a la guerra de Corinto en la antigua Grecia. Según U. von Wilamowitz-Moellendorff “el diálogo se data a sí mismo” suponiendo que el diálogo era un discurso fúnebre destinado a rivalizar con los elogios públicos a los muertos de la guerra de Corinto, y no tendría sentido si no hubiese sido publicado alrededor de esa fecha. A esto se le añade el hecho de que no se menciona ningún acontecimiento posterior a la paz de Antálcidas, lo que indicaría que no fue escrito mucho después del 378 a. C.
La fecha de composición del Menéxeno parecería además coincidir con la publicación de la Aspasia de Esquines, la cual, según los últimos estudios, suele fecharse entre el 393 y el 385 a. C. Estas fechas coinciden también con la apertura de la Academia Platónica y el consiguiente alejamiento de Platón de las escuelas de retórica, lo cual situaría al diálogo, según la clasificación de Leisegang, entre el primer viaje y el segundo viaje de Platón a Sicilia. En esta etapa Platón escribió el  Gorgias, Menéxeno, Eutidemo, Menón, Crátilo, Banquete, Fedón, la República, Fedro, Parménides, y Teeteto y acusan la plenitud física, espiritual y literaria en que se encuentra el autor.	

### Otras periodizaciones
Según el agrupamiento estilométrico de Cornford el diálogo Menéxeno estaría ubicado en la etapa media del pensador, junto con los diálogos Menón, Fedón, República, Banquete, Fedro, Eutidemo y Crátilo. Este período está caracterizado por un interés muy marcado en los temas metafísicos.	
Otras periodizaciones, como la de Calonge Ruiz y García Gual lo ubican en la “época de transición”, es decir, en los diálogos escritos entre el 388 y el 385 a. C. En estos diálogos aparece, según los autores, un primer esbozo de la teoría de la reminiscencia y sobre la filosofía del lenguaje.

## Situación dramática
Sócrates se encuentra con Menéxeno, un joven perteneciente a una familia con cierta participación en la política que ha alcanzado el término de su educación y de sus estudios filosóficos y, por lo tanto, con potestad de los derechos de la legislación ateniense. Menéxeno, que parecía estar muy interesado en la oratoria, informa a Sócrates sobre el proceso de elección del orador que pronunciará el discurso fúnebre anual. Con un tono sarcástico y arrogante, Sócrates desestima muchas de las afirmaciones que el joven hace sobre los oradores e insiste en la facilidad con que fabrican sus discursos. Tanto así que él mismo se ofrece a pronunciar uno que aprendió de Aspasia, la famosa hetera y compañera de Pericles. Sócrates, pues, comienza su peroración con un encomio de los que mueren en combate, para seguir con un breve relato de los sucesos históricos más destacados hasta la paz de Antálcidas, y finaliza con una exhortación a los descendientes de los muertos a imitarlos y tenerlos presentes y con una consolación a los padres.
El Menéxeno continúa la antigua tradición del epitafio, o discurso fúnebre. Si bien hay algunas innovaciones en el escrito, el parentesco con la concepción tradicional de epitafio es muy grande. Tanto en el Menéxeno como en los demás discursos fúnebres que se conservan, el de Pericles, el de Demóstenes, el de Lisias y el de Hiperides, se encuentra el mismo esquema característico: en primer lugar, un elogio a los héroes muertos o desaparecidos en el combate. En esta sección suele haber alusiones a la condición autóctona del país y de sus habitantes, el elogio de la buena crianza y educación, una descripción de las leyendas y triunfos del pueblo, etc. En segundo lugar, la consolación de los vivos, padres y huérfanos de dichos héroes.

## Contenido

### Discurso de Aspasia (273c-249d)

#### Elogio de los muertos (237a-246b)
El discurso comienza con un elogio de los muertos. La bondad de los caídos se debe, en primera instancia, a la nobleza del nacimiento que comparten todos los atenienses por ser autóctonos. “Criados no como los otros por una madrastra, sino por la tierra madre en que habitan” (237b). La tierra, Atenas en este caso, es una verdadera madre de los hombres. De esta manera, el discurso sigue con un elogio de Atenas, tierra por la que incluso los dioses rivalizaron. Atenas es la única parte del mundo que no produjo bestias salvajes, sino solamente al hombre, único ser dotado de razón y, por ende, el único capaz de justicia y religión.
Si los dioses lo han elogiado ¿como no va a ser justo que lo elogien todos los hombres?
Ella es también la única polis que produce alimentos humanos, granos y aceitunas, que más tarde transmitiría al resto del mundo. Siendo los atenienses los primeros hombres, fueron instruidos por los dioses en todas las artes necesarias. El gobierno ateniense es el de los mejores, la aristocracia, y aunque a veces sea llamado democracia, este nunca ha cambiado su condición de honrar la libertad y tratar a todos los ciudadanos como iguales que son. 
Unos lo llaman gobierno del pueblo, otros le dan otro nombre, según les place, pero es, en realidad, un gobierno de selección con la aprobación de la mayoría.
Luego de una breve descripción de los logros míticos de Atenas, el discurso narra las hazañas guerreras de Atenas desde las guerras médicas hasta el presente. Afirma Sócrates que la mayoría de las guerras con otros estados griegos fueron originadas por la envidia que generaba la prosperidad ateniense. En este mismo plano, estudiosos han notado que esta sección presenta numerosas distorsiones o supresiones de hechos que apuntan a mostrar la perfección del pueblo ateniense, tanto por la compasión en sus victorias como en el orgullo de sus derrotas. Sócrates atribuye la superioridad ateniense a la pureza de su sangre, ya que los otros estados son solo griegos “de nombre” puesto que descienden de pueblos bárbaros.

#### Exhortación a los vivos (246b-249b)
Por último, después del elogio de los caídos en batalla y de Atenas viene la exhortación a los vivos. El orador, hablando en nombre de los muertos, exhorta a los hijos a no apesadumbrarse por la pérdida de sus padres;  y a los padres a superar a sus hijos en areté. Los dioses han oído plegarias las plegarias de los padres 
(...) porque no habían pedido tener hijos inmortales sino valientes y famosos. Y esos bienes, que se cuentan  entre los más grandes, los han obtenido.
Si, además “los muertos tienen alguna sensación de vivos”, no les agradará a los hijos muertos ver a sus padres apenados por tener unos hijos que han obtenido tan gran honor. Más los complacerían llevando una vida mejor, cuidando a sus esposas e hijos. El orador exhorta a la comunidad a recordar la responsabilidad que contrajeron con los ancianos padres de los muertos, así como con los hijos. Los hijos serán educados por la comunidad, y los ayudarán a llegar a la vida adulta como lo hubiesen hecho los padres, a los cuales nunca se les permitirá olvidar. Además, deberán honrar a los muertos con ceremonias anuales y concursos de música.
A los muertos mismos no deja de honrarlos: cada año celebra en común para todos las ceremonias que es costumbre celebrar para cada uno en privado.

### Epílogo (249d-e)
Una vez escuchado el discurso, Menéxeno, maravillado, muestra su sorpresa con respecto a que Aspasia haya escrito el discurso; pero está muy agradecido a quienquiera que lo haya escrito y en especial a Sócrates por habérselo pronunciado. Por último, Sócrates promete darle a conocer más discursos políticos como el que acaba de decir si promete no delatarlo.

## Interpretaciones
Este enigmático diálogo platónico ha sido objeto de un gran número de interpretaciones distintas, y especialmente en la modernidad.
- En la antigüedad aparece siempre mencionado en relación con obras semejantes, siempre en función de una interpretación retórica, y no se lo analizaba en conjunto, sino separadamente y por partes, perdiendo así la visión de la unidad del diálogo.[6]
- Popper afirma que todo el diálogo tiene una intención política, llevada a cabo mediante la parodia de Pericles. Platón odiaba la democracia ateniense, e ironiza en el diálogo acerca de su supuesto ‘gobierno de los mejores” y de la igualdad legal basada en la igualdad natural.[1]
- Pamela Huby dice que el interés principal de Platón es revelado en la parte que se mencionan las obligaciones del estado respecto a los huérfanos. Platón, previendo que, debido a la estrechez económica de Atenas tras la guerra, fueran a economizar en el sostenimiento de los huérfanos, se opuso firmemente a esas medidas.[1]
- Según Scholl el discurso fúnebre difiere en algunos puntos fundamentales con los epitafios tradicionales, y no es una epídexis retórica común y corriente. A pesar de que puedan tener algunos rasgos comunes, el espíritu del discurso es ajeno a la retórica y muestra claros rasgos de una filosofía socrática.[1]
- Para I. von Loewenclau el encomio de Atenas no debe ser tenido como algo falso o exagerado, puesto que Platón no tiene en mente a la Atenas histórica, sino que a su “arquetipo ideal”.[1]
- C. H. Kahn afirma que el discurso es una especie de panfleto político sobre Atenas, escrito con lealtad a las más nobles tradiciones de la polis, pero también con angustia, vergüenza y enojo por la situación actual en que se encuentra.[1]
- G. Vlastos dice que el discurso es una simple parodia a la exhalación patriótica de Atenas en los discursos públicos de la época.[1]
- H. Herter cree que Lyon Lowenclau exageró un poco con su idea, pero que iba a buen puerto.  El discurso es serio e idealiza Atenas hasta el punto que ella puede serlo en el ámbito de la doxa, que es donde pertenece. Platón creó una Atenas ideal a costa de tener como verdadero lo que era verdad solo en esencia y carecía de realidad histórica.[1]
- Jaeger, W. afirma en La Paideia que el objetivo de Platón era ensalzar los méritos de la democracia ateniense por haber salvado a Grecia de la guerra contra los Persas.[7]
- Guthrie cree que el objetivo de Platón es el mismo que en su Gorgias: el de mostrar los peligros de un discurso elocuente y adulador, que envenena el alma en vez de instruirla, y que condena a los atenienses que se dejan adular complacidos.[8]